# 화산구
화산구(한국어: 화산구, 중국어: 花山区, 병음: Huāshān Qū)는 중화인민공화국 안후이성 마안산 시의 현급 행정구역이다. 넓이는 123km2이고, 인구는 2007년 기준으로 250,000명이다.

## 행정 구역
4개 가도를 관할한다.
- 가도: 沙塘路街道, 解放路街道, 湖东路街道, 桃源路街道.金家庄街道、塘西街道、慈湖街道、江东街道,霍里街镇